# 三ツ間卓也
三ツ間 卓也（みつま たくや、1992年7月22日 - ）は、日本の農業起業家、元プロ野球選手（投手、右投右打）、YouTuber。群馬県群馬郡榛名町（現：高崎市）出身。

## 経歴

### プロ入り前
榛名町立榛名第六小学校（現：高崎市立久留馬小学校）在学中に軟式野球を始め、榛名町立榛名中学校（現：高崎市立榛名中学校）への進学後に高崎ジャイアンツへ所属。健大高崎高校在学中は、春夏ともに甲子園に出場できず、3年間を通じて控え投手だった。
高千穂大学への進学後には、1年の春から東京新大学野球の2部リーグ戦に登板。1年秋と3年秋の2部リーグ戦で、最優秀防御率のタイトルを獲得した。チームが1部に加わっていた3年春と4年の春・秋には、リーグ戦通算21試合の登板で3勝11敗を記録。2部のリーグ戦では、通算21試合の登板で8勝0敗を記録した。
2部リーグでのプレーが長かった大学時代には、ストレートが最速でも140km/h台にとどまり、NPB球団のスカウトの注目を引くまでには至らなかった。しかし、大手不動産会社への入社が内定していた4年生の秋に、独立リーグの存在を意識。卒業後の進路を見直した結果、内定を辞退したうえで、将来のNPB入りを視野にベースボール・チャレンジ・リーグ（BCリーグ）のトライアウトを受験。

### BCリーグ・武蔵時代
2014年秋に実施された前述のトライアウト後に、BCリーグのドラフト会議で、新規参入球団の武蔵ヒートベアーズから指名を受け、入団。武蔵の創設メンバーになった。背番号は19。入団後には、投手としてNPBでプレーした投手コーチの小林宏之の勧めで、オーバースローだった投球フォームをサイドスローに改めた。
2015年には、クローザーとしてリーグ戦51試合に登板。最速で150km/h台を計測するようになったストレートを武器に、当時のリーグ記録であるシーズン20セーブを達成し、最多セーブのタイトルを獲得した。
2015年のNPB育成ドラフト会議にて中日ドラゴンズから育成3巡目指名を受け、支度金200万円、年俸300万円で入団（金額は推定）。入団当初の背番号は206。

### 中日時代
2016年には、主に中継ぎとして、ウエスタン・リーグ公式戦35試合に登板。5勝2敗1セーブ、防御率2.19という成績を残し、先発での登板も経験した。シーズン終了後に参加したフェニックスリーグでは、対横浜DeNAベイスターズ戦での先発登板で、この年のリーグ戦完封勝利一番乗りを達成。リーグ戦の終了後には、投手陣の沖縄キャンプに参加し、11月25日に支配下選手契約へ移行することが球団から発表された。支度金500万円、年俸は140万円増となる440万円となった（金額は推定）。移行後の背番号は43。
2017年には、オープン戦で登板した6試合（通算投球回数8回1/3）をいずれも無失点で凌ぎ、開幕一軍入りを果たした。3月31日に読売ジャイアンツとの開幕戦（東京ドーム）8回裏に一軍公式戦のマウンドを初めて経験すると、4月6日の対広島東洋カープ戦（ナゴヤドーム）でプロ初ホールドを記録。4月12日の対東京ヤクルトスワローズ戦（明治神宮野球場）では、一軍公式戦7試合目の登板で初勝利を挙げた。育成ドラフト会議で中日に指名された投手が、入団後に支配下選手登録を経て一軍の公式戦で勝利投手になった事例は、この時の三ツ間が初めて。前述した初登板から4月14日の対巨人戦まで、一軍公式戦8登板試合（オープン戦を含めれば14登板試合）連続無失点を記録した。6月9日に出場選手登録を抹消されると、8月末まで二軍で調整。ウエスタン・リーグ公式戦7試合に登板した8月には、先発転向後に2連勝を挙げ、リーグ最多タイ記録の月間2勝（1敗）、リーグ唯一の月間防御率0点台（0.87）、リーグ1位の月間26奪三振という好成績で同リーグの月間MVPに選ばれた。9月1日に再び登録されると、9月9日の対広島戦（いずれもナゴヤドーム）では、一軍公式戦でも先発デビューを果たしている。11月23日、760万円増となる推定年俸1200万円で契約を更改した。
2018年は開幕一軍入りできず、二軍暮らしが続き、わずか4試合の登板に終わった。11月24日、200万円減となる推定年俸1000万円で契約を更改した。
2019年も開幕一軍を逃し、初登板が7月2日と遅れたものの後半戦は救援投手の一角として定着。29試合に登板し、イニングまたぎやワンポイントもこなして再び2勝を挙げた。11月29日、600万円増となる推定年俸1600万円で契約を更改した。
2020年は春季キャンプ中に左第8肋骨を疲労骨折し、離脱。リハビリに励み、5月21日から二軍練習に合流した。6月下旬に一軍に昇格すると、7月7日の対ヤクルト戦で、10回裏二死満塁の場面において、控え野手を使い果たしていたため、投手岡田俊哉の代打として出場し、空振り三振。投手としては、4試合登板にとどまり、11月26日に減額制限いっぱいの25%ダウン（400万円減）の推定年俸1200万円で契約を更改した。
2021年も9月9日の対広島戦で2回4失点するなど、不安定な投球が続き、わずか5試合の登板に終わる。10月7日、球団より戦力外通告を受けた。

### 中日退団後
戦力外通告後の12月8日に実施された12球団合同トライアウトに参加し、1奪三振、与四球2の内容だった。独立リーグ等からのオファーもあったというが、「NPB以外考えられない」と、2022年1月に現役引退を表明。
引退を表明した後はイチゴ農家として働くことを決意。きっかけは新型コロナウイルス感染症の流行により、自粛が求められた際、家庭菜園を始めたことだった。また、別事業としてZoomを活用した「三ツ間オンラインスクール」を開き、プロ野球を目指す子供やその親、学生、社会人の相談に乗る。2022年からは、社会人クラブチームのリベラック小田原の投手コーチを務めている。
2022年には神奈川県に移住し、かながわ農業アカデミーで生産技術や経営ノウハウを勉強しながら、2024年に神奈川県横浜市泉区に三ツ間農園としてイチゴ農園をオープンした。

## 選手としての特徴・人物
サイドスローから最速152km/hの直球と多彩な変化球を繰り出す右腕。変化球はツーシーム、フォーク、チェンジアップ、スライダー、カットボール、シンカーなど。
2018年12月、一般女性と結婚。翌年4月に第一子となる男児が誕生している。
母方の家系から、菅原道真の末裔とされている。
ツイッターアカウントの乗っ取り被害に2度遭っている。
2022年、Netflix版『逃走中 Battle Royal』に出演した。

## 詳細情報

### 年度別投手成績
| 年 度     | 球 団     | 登 板 | 先 発 | 完 投 | 完 封 | 無 四 球 | 勝 利 | 敗 戦 | セ 丨 ブ | ホ 丨 ル ド | 勝 率 | 打 者 | 投 球 回 | 被 安 打 | 被 本 塁 打 | 与 四 球 | 敬 遠 | 与 死 球 | 奪 三 振 | 暴 投 | ボ 丨 ク | 失 点 | 自 責 点 | 防 御 率 | W H I P |
| --------- | --------- | ----- | ----- | ----- | ----- | -------- | ----- | ----- | -------- | ----------- | ----- | ----- | -------- | -------- | ----------- | -------- | ----- | -------- | -------- | ----- | -------- | ----- | -------- | -------- | ------- |
| 2017      | 中日      | 35    | 1     | 0     | 0     | 0        | 2     | 1     | 0        | 11          | .667  | 174   | 37.2     | 35       | 1           | 27       | 0     | 6        | 29       | 0     | 0        | 17    | 17       | 4.06     | 1.65    |
| 2018      | 中日      | 4     | 0     | 0     | 0     | 0        | 0     | 0     | 0        | 0           | ----  | 31    | 5.2      | 8        | 1           | 4        | 0     | 3        | 5        | 1     | 0        | 8     | 7        | 11.12    | 2.12    |
| 2019      | 中日      | 29    | 0     | 0     | 0     | 0        | 2     | 2     | 0        | 4           | .500  | 143   | 34.2     | 30       | 6           | 13       | 0     | 2        | 31       | 1     | 0        | 13    | 13       | 3.38     | 1.24    |
| 2020      | 中日      | 4     | 0     | 0     | 0     | 0        | 0     | 0     | 0        | 0           | ----  | 27    | 4.1      | 11       | 1           | 2        | 0     | 1        | 7        | 0     | 0        | 10    | 10       | 20.77    | 3.00    |
| 2021      | 中日      | 5     | 0     | 0     | 0     | 0        | 0     | 0     | 0        | 0           | ----  | 28    | 5.1      | 10       | 1           | 1        | 0     | 0        | 6        | 1     | 0        | 5     | 4        | 6.75     | 2.06    |
| 通算：5年 | 通算：5年 | 77    | 1     | 0     | 0     | 0        | 4     | 3     | 0        | 15          | .571  | 403   | 87.2     | 94       | 10          | 47       | 0     | 12       | 78       | 3     | 0        | 53    | 51       | 5.24     | 1.61    |

### 年度別守備成績
| 年 度 | 球 団 | 投手  | 投手  | 投手  | 投手  | 投手  | 投手     |
| 年 度 | 球 団 | 試 合 | 刺 殺 | 補 殺 | 失 策 | 併 殺 | 守 備 率 |
| ----- | ----- | ----- | ----- | ----- | ----- | ----- | -------- |
| 2017  | 中日  | 35    | 4     | 5     | 0     | 0     | 1.000    |
| 2018  | 中日  | 4     | 0     | 1     | 0     | 0     | 1.000    |
| 2019  | 中日  | 29    | 3     | 3     | 0     | 0     | 1.000    |
| 2020  | 中日  | 4     | 0     | 0     | 0     | 0     | ----     |
| 2021  | 中日  | 5     | 1     | 3     | 0     | 0     | 1.000    |
| 通算  | 通算  | 77    | 8     | 12    | 0     | 0     | 1.000    |

### 記録

#### NPB
初記録
投手記録
- 初登板：2017年3月31日、対読売ジャイアンツ1回戦（東京ドーム）、8回裏に3番手で救援登板、1回無失点
- 初奪三振：同上、小林誠司から見逃し三振
- 初ホールド：2017年4月6日、対広島東洋カープ3回戦（ナゴヤドーム）、11回表に5番手で救援登板、1/3回無失点
- 初勝利：2017年4月12日、対東京ヤクルトスワローズ1回戦（明治神宮野球場）、8回裏に2番手で救援登板、2回無失点
- 初先発登板：2017年9月9日、対広島東洋カープ23回戦（ナゴヤドーム）、5回3失点で勝敗つかず

打撃記録
- 初打席：2017年9月9日、対広島東洋カープ23回戦（ナゴヤドーム）、岡田明丈から四球
- 初代打：2020年7月7日、対東京ヤクルトスワローズ4回戦（ナゴヤドーム）、岡田俊哉の代打で出場し、石山泰稚から空振り三振

### 独立リーグでの投手成績
| 年 度     | 球 団     | 登 板 | 完 投 | 勝 利 | 敗 戦 | セ 丨 ブ | 勝 率 | 打 者 | 投 球 回 | 被 安 打 | 被 本 塁 打 | 与 四 球 | 与 死 球 | 奪 三 振 | 暴 投 | ボ 丨 ク | 失 点 | 自 責 点 | 防 御 率 | W H I P |
| --------- | --------- | ----- | ----- | ----- | ----- | -------- | ----- | ----- | -------- | -------- | ----------- | -------- | -------- | -------- | ----- | -------- | ----- | -------- | -------- | ------- |
| 2015      | 武蔵      | 51    | 0     | 1     | 4     | 20       | .200  | 237   | 51.0     | 48       | 1           | 26       | 7        | 60       | 5     | 3        | 32    | 25       | 4.41     | 1.45    |
| 通算：1年 | 通算：1年 | 51    | 0     | 1     | 4     | 20       | .200  | 237   | 51.0     | 48       | 1           | 26       | 7        | 60       | 5     | 3        | 32    | 25       | 4.41     | 1.45    |

- 各年度の太字はリーグ最高

### 背番号
- 19（2015年）
- 206（2016年）
- 43（2017年 - 2021年）

### 登場曲
- 「Kernkraft 400」Zombie Nation（2015年）
- 「PRIDE」高梨康治（2016年 - 2018年）
- 「Induction ～ Dethrone Tyranny」GAMMA RAY（2019年）
- 「CRASH」ROYAL HUNT（2020年）

## 関連情報

### 出演
- Netflix版『逃走中 Battle Royal』（Netflix）[37]
- 『令和の虎』（YouTubeチャンネル）[38]
- ビートたけしのTVタックル（テレビ朝日、2024年11月24日）

### 関連書籍
- 『道を拓く：元プロ野球選手の転職』（長谷川晶一著、扶桑社、2024年10月、ISBN 9784594099077）